# Bertha Crowther
Bertha Crowther   (Hendon, 9 de desembre de 1921 - Londres, 8 d'agost de 2007), de soltera Bertha Piggott, fou una atleta anglesa, especialista en el pentatló i el salt d'alçada, que va competir en els anys posteriors a la fi de la Segona Guerra Mundial.
El 1948 va prendre part en els Jocs Olímpics d'Estiu de Londres, on disputà dues proves del programa d'atletisme. Fou sisena en el salt d'alçada, mentre en els 80 metres tanques quedà eliminada en sèries.
En el seu palmarès destaca una medalla de plata en el pentatló del Campionat d'Europa d'atletisme de 1950, rere Arlette Ben Hamo, i una de plata en el salt d'alçada dels Jocs de l'Imperi Britànic de 1950, rere Dorothy Tyler. També guanyà tres campionats britànics de l'AAA, un dels 80 metres tanques (1946) i dos del pentatló (1949 i 1950). El 1949 va establir el rècord britànic de pentatló.

## Millors marques
- pentatló. 3.113 punts (1949)
- Salt d'alçada. 1,60 metres (1948)
- 80 metres tanques. 12.5" (1948)[7]